# Джунглівниця лусонська
Джунглівниця лусонська (Vauriella insignis) — вид горобцеподібних птахів родини мухоловкових (Muscicapidae). Ендемік Філіппін.

## Таксономія
Лусонську джунглівницю раніше відносили до роду Джунглівниця (Rhinomyias), однак дослідження 2010 року показало, що рід є поліфілітичним. За результатами дослідження низку видів, зокрема лусонську джунглівницю було переведено до відновленого роду Vauriella.

## Опис
Довжина птаха становить 19 см. Голова і верхня частина тіла оливково-коричневі, края крил і хвоста рудуваті. Над очима помітні білі "брови", горло біле. Боки зверху рудувато-коричневі, ближче до хвоста яскраво-руді. Нижня частина тіла біла.

## Поширення і екологія
Лусонські джунглівниці живуть в підліску гірських тропічних і хмарних лісів на півночі острова Лусон на висоті до 950 м над рівнем моря. Віддають перевагу дубовим лісам.

## Збереження
МСОП вважає цей вид вразливим. Популяцію лусонських джунглівниць дослідники оцінюють в 3500-15000 птахів. Їм загрожує знищення природного середовища.